# 穆罕默德·穆萨维
赛义德·穆罕默德·穆萨维·埃拉吉（波斯語：‎，1987年8月22日—），伊朗男子排球运动员，2010年亚洲运动会男子排球银牌得主、2014年亚洲运动会男子排球金牌得主、2018年亚洲运动会男子排球金牌得主、2022年亚洲运动会男子排球金牌得主。